# Canadian Expeditionary Force Command

Wappen des CEFCOM

Das Canadian Expeditionary Force Command (CEFCOM) oder Commandement de la Force expéditionnaire du Canada (COMFEC) (dt. Streitkräftekommando für Auslandseinsätze) war ein teilstreitkraftübergreifendes Oberkommando, das sämtliche Auslandseinsätze mit Ausnahme die des Canadian Special Operations Forces Command, des kanadischen Militärs führte. 2012 sind seine Aufgaben weitgehend an das Canadian Joint Operations Command übergegangen.

## Auftrag
Ähnlich wie das Canada Command (Canada COM) zuständig war für alle militärischen Operationen in Nordamerika, war das CEFCOM das oberste Kommando für Auslandseinsätze. Es integrierte die einzelnen Teilstreitkräfte und führte sie im Einsatz. Neben seinem militärischen Auftrag und friedenstiftenden Maßnahmen, war das CEFCOM auch für infrastrukturelle und humanitäre Hilfe des Staates Kanada im Ausland zuständig. Dies geschah regelmäßig in Abstimmung mit dem Außenministerium.
Neben der Einsatzplanung und Durchführung von Operationen war das CEFCOM verantwortlich für die Ausbildung, Bereitstellung und Ausrüstung, der ihm unterstellten Verbände und deren Interoperabilität im Ausland, sowohl technisch als auch personell.

## Organisation
Das Hauptquartier des CEFCOM befand sich in Ottawa.